# تشارلز هودج
تشارلز هودج (بالإنجليزية: Charles Hodge)‏ هو عالم عقيدة أمريكي، ولد في 27 ديسمبر 1797 في فيلادلفيا في الولايات المتحدة، وتوفي في 19 يونيو 1878 في برينستون في الولايات المتحدة.

## وصلات خارجية
- تشارلز هودج على موقع الموسوعة البريطانية (الإنجليزية)